# Pilgrim Films & Television
Pilgrim Films & Television ist eine Filmproduktionsgesellschaft in Sherman Oaks in Kalifornien. Gegründet wurde das Unternehmen im Jahr 1997 von Craig Piligian. Hauptsächlich werden Reality-Shows für Discovery Channel produziert.

## TV-Produktionen
- American Casino
- American Chopper
- American Hot Rod
- American Ninja Warrior (Co-production mit G4 für Ninja Warrior)
- Bounty Girls
- The Cut
- Build It Bigger: Rebuilding Greensburg
- Covert Action
- Cupid
- Destroyed in Seconds
- Dirty Jobs
- Extreme Loggers
- Firehouse USA: Boston
- Ghost Hunters
- Ghost Hunters International
- Ghost Hunters Academy
- Girl Meets Cowboy
- Greensburg
- Guilty Or Innocent?
- Hazard Pay
- Master Of Dance
- NY-SPI Investigates
- Out of the Wild: The Alaska Experiment
- The Real Exorcist
- Really Big Things
- Rocco Gets Real
- Sandhogs
- SEMA: The World's Greatest Car Show
- Southern Steel
- Street Customs
- Strip Search
- SWAT: Tactical Force
- Swamp Loggers
- TapouT
- The Ultimate Fighter
- UFO Hunters
- Worst Case Scenario
- You Spoof Discovery